# Skierniewice
Skierniewice (udtale: [skʲɛrɲɛˈvʲit͡sɛ]) er en by og kommune (Gmina) i det centrale Polen. Den ligger i voivodskabet Łódźsk (Województwo łódzkie) og har 46.437(2021) indbyggere, og et areal på 	34,88 km².

## Placering
Byen, der ligger i Wisła-bassinet, har omkring 47.600 indbyggere (2000: 48.364, 2005: 49.142). Fra 1975 til 1998 var den hovedstaden i Skierniewice Voivodeship, siden da har den været en del af Łódźsk Voivodeship. Det er et vigtigt jernbaneknudepunkt, der forbinder byerne Warszawa med Łódź, Koluszki, Kutno og Łowicz.

## Historie
Den ældste kendte omtale af Skierniewice er fra 1359, selvom byen havde eksisteret tidligere. Et palads tilhørende ærkebiskopper af Gniezno eksisterede allerede i landsbyen på det tidspunkt. Skierniewice fik byrettigheder i 1457 og blev tildelt forskellige privilegie r i 1456–1458. Administrativt var det en del af Rawa Voivodeship i Provinsen Storpolen i Kongeriget Polens krone indtil Polens deling. Skierniewice lå på en handelsrute, der forbinder de store polske byer Toruń og Lwów. Lokale købmænd deltog også i handel med Gdańsk, Lillepolen og Podolien, såvel som tyske stater. En årligt handelsmesse fandt sted siden 1457, i 1527 etablerede kong Sigismund 1. af Polen en anden messe, og i 1641 etablerede Sejmen yderligere to messer. Byen led i det 18. århundrede som følge af Sveriges invasion af Polen og epidemier, og i 1793 blev det annekteret af Preussen i Polens anden deling.

## Galleri
- Bispepaladset
- Køkkenbygning ved bispepaladset
- Park Miejski
- Gade i centrum med historiske rækkehuse og Sankt James-kirken
- Officiel bygning